# Plays Live
Plays Live är ett dubbelt livealbum av Peter Gabriel som släpptes 1983. Albumet är inspelat under en turné i USA och Kanada under andra halvan av 1982.

## Låtlista

### Skiva ett
1. "The Rhythm of the Heat" – 6:26
2. "I Have the Touch" – 5:18
3. "Not One of Us" – 5:29
4. "Family Snapshot" – 4:44
5. "D.I.Y." – 4:20
6. "The Family and the Fishing Net" – 7:22
7. "Intruder" – 5:03
8. "I Go Swimming" – 4:44

### Skiva två
1. "San Jacinto" – 8:27
2. "Solsbury Hill" – 4:42
3. "No Self Control" – 5:03
4. "I Don't Remember" – 4:19
5. "Shock The Monkey" – 7:10
6. "Humdrum" – 4:23
7. "On the Air" – 5:22
8. "Biko" – 7:01

## Medverkande
- Peter Gabriel - synthesizer, piano, sång
- Jerry Marotta - trummor, percussion
- Tony Levin - bas
- David Rhodes - gitarr
- Larry Fast - synthesiser, piano

### Producenter
Peter Gabriel och Peter Walsh